# Las Pinedas
Las Pinedas es una localidad de la provincia de Córdoba, en la comunidad autónoma de Andalucía, España, el séptimo de los diez departamentos pertenecientes al municipio de La Carlota, en la comarca del Valle Medio del Guadalquivir. Su población en 2012 fue de 276 habitantes (INE).

## Situación geográfica
Las Pinedas está situado en las coordenadas geográficas: 37°42′32″N 4°56′53″O / 37.70889, -4.94806, y está a 180 m de altitud, próximo a las localidades de La Carlota, La Fuencubierta, El Garabato, Los Algarbes y Guadalcázar. Se encuentra a 20 km de Córdoba, capital de la provincia, y a 9 km de La Carlota.
Se accede a Las Pinedas desde el Este y el Oeste a través de la A-445, desviándose por la CP-279, pasando por La Chica Carlota. Si se accede desde el Norte o el Sur, a través de la A-4/E-5, se debe tomar un desvío en el kilómetro 430, tomando la CP-327.

## Evolución de la población
La evolución de la población de Las Pinedas en los últimos años fue la siguiente:
| Gráfica de evolución demográfica de Las Pinedas entre 2000 y 2012 |
|                                                                   |
| Datos según el nomenclátor publicado por el INE.                  |

La feria local se celebra con ocasión de la Virgen de los Ángeles, el 2 de agosto. 